# Marjan Kozina
Marjan Kozina (født 4. juni 1907 i Novo mesto, Slovenien, død 20. juni 1966) var en slovensk komponist, dirigent, professor, lærer, rektor, pianist og violinist.
Kozina studerede violin, klaver og filosofi i sin ungdom, men slog senere over i komposition og direktion, som han afsluttede på Musikkonservatorier i Wien og i Prag hos bl.a. Josef Suk (1930). Han har skrevet en symfoni, orkesterværker, balletmusik, en opera, korværker, vokalværker og instrumentalværker, filmmusik etc.
Kozina var akkompagnatør på Operaen i Ljubljana og i Zagreb og var rektor og professor i komposition på Musikkonservatoriet i Ljubljana. Han var ligeledes dirigent for bl.a. Sloveniens Filharmoniske Orkester.
Kozina anses for et af det 20. århundredes vigtige komponister i Slovenien, især hans Symfoni over 4 symfoniske digtninge (1946-1949),
som er en art nationalt håb for det slovenske folk fra efterkrigstiden.

## Udvalgte værker
- Symfoni – over "(4 symfoniske digtninge)" (1946-1949) - for orkester
- "Equinox" (1943) – opera
- "På vor egen jord" (1948) – filmmusik
- "Kekec" (1951) – filmmusik
- "Historierne om Gorjanci" (1952-1961) – balletmusik
- "Diptykon" (1952) – balletmusik